# Бондарне (Бахмутський район)
Бонда́рне — село Соледарської міської громади Бахмутського району Донецької області в Україні.

## Загальні відомості
Відстань до райцентру становить близько 23 км і проходить автошляхом Т 0513. Неподалік від села розташований ботанічний заказник місцевого значення Палімбія. Селом протікає річка Васюківка.

## Населення
За даними перепису 2001 року населення села становило 43 особи, з них усі 100 % зазначили рідною українську мову.